# پسران قورباغه‌ای

کارت تلفن با عکس‌ها، اسامی و سن پسران قورباغه که برای آگاهی و کمک به پیدا کردنشون استفاده می‌شد پسرها به خاطر سن کره‌ای به عنوان یک سال بزرگتر ثبت شده‌اند.

پسران قورباغه‌ای (کره‌ای: 개구리소년 , Gaegurisonyeon) گروهی متشکل از پنج پسر بودند که در تاریخ ۲۶ مارس سال ۱۹۹۱ در دئگو، کره جنوبی ناپدید شدند.
آن ها در هنگام ناپدید شدن در یکی از تعطیلات مناسبتی برای جستجوی تخم سمندر در حومه غربی شهر دئیگو بودند. این رویداد مورد توجه گسترده و خیلی زیاد رسانه ملی قرار گرفت تا جایی که رئیس‌جمهور وقت رو تائه وو دستور داد تا یک تعقیب و جست‌وجوی گسترده (اصطلاحاً شکار تبهکار) توسط پلیس و ارتش برای یافتن آنها انجام شود.
در ۲۶ سپتامبر ۲۰۰۲، بقایای اجساد پسران در نزدیکی جایی که برای جستجوی تخم بودند کشف شد که در برخی از آنها نشانه‌هایی از ضربه شدید وجود داشت. تحقیقات بی‌نتیجه بود و تئوری‌ها در مورد مرگ آنها فراوان است. پرونده حل نشده باقی مانده است.

## قربانیان
این پنج پسر بین ۹ تا ۱۳ سال سن داشتند:
- وو چول وون (۱۳ ساله)
- جو هو یون (۱۲ ساله)
- کیم یونگ گیو (۱۱ ساله)
- پارک چان این (۱۰ ساله)
- کیم جونگ سیک (۹ ساله)

هر پنج پسر از ناحیه دالسو دائگو بودند و در همان مدرسه ابتدایی درس می‌خواندند. پسر ششمی هم با نام «کیم ته ریونگ» با ۹ سال سن وجود داشته، اما او گروه را ترک کرد تا به خانه برود و صبحانه بخورد. او پس از خوردن غذا به گروه بازگشت، اما تصمیم گرفت با بقیه پسرها دور تر نرود، زیرا مادرش قبلاً به او هشدار داده بود که از خانه دور نشود.

## شرایط و ناپدید شدن
۲۶ مارس ۱۹۹۱، برای اولین انتخابات محلی در کره جنوبی تعطیل رسمی بود، و پسران تصمیم گرفتند روز خود را به جستجوی تخم سمندر در رودخانه‌های کوه واریونگ در دالسئو "Dalseo" در حومه غربی دئیگو بگذرانند. اما آن‌ها هرگز به خانه بازنگشتند و پس از گزارش مفقود شدن آنها، داستان آنها به تیتر اخبار سراسری تبدیل شد. رئیس‌جمهور روه تائه وو ۳۰۰۰۰۰ پلیس و نیروی نظامی را برای جستجوی پسران فرستاد، که جستجوها در تلویزیون زنده نشان داده می‌شد. هر ۵ پدر این پسران شغل خود را رها کردند تا به دنبال فرزندان خود در سراسر کشور بگردند. کوه Waryong بیش از ۵۰۰ بار جستجو شد.

## کشف اجساد
در تاریخ ۲۶ سپتامبر سال ۲۰۰۲، مردی که در جستجوی بلوط‌ بود، اجساد آنها را در کوه واریونگ در منطقه ای که سابقاً جستجو شده بود، کشف کرد. او ابتدا از طریق تماس تلفنی ناشناس مشاهده بقایای جنازه ها را گزارش کرد. در ابتدا، پلیس گفت که فکر می‌کرد پسرها بر اثر سرمازدگی مرده‌اند. اما والدین آنها این نتیجه را رد کردند و خواستار تحقیقات کامل شدند. خانواده‌ها این نتیجه‌گیری را که پسران خیلی ساده و صرفاً به دلیل گم شدن جان خود را از دست داده‌اند را به دلیل عجیب بودن لباس‌های گره‌زده شده و گلوله‌های استفاده نشده در لباس‌های یکی از پسران زیر سؤال بردند. همچنین کشف اجساد آنها در فاصله کمی از روستا در منطقه ای که پسرها به خوبی می‌شناختند. کارشناسان پزشکی قانونی دریافتند که جمجمه سه تن از این کودکان نشان دهندهٔ ترومای غیرنافذ می‌باشد و احتمالاً از ابزارهای فلزی کشاورزی بوده است. پلیس گفت که این کودکان ممکن است توسط فردی کشته شده باشند که «ممکن است به شدت عصبانی شده باشد.»

## پسایند
در سال ۲۰۰۶، قانون مرور زمان در مورد این پرونده به پایان رسید. با این حال، در سال ۲۰۱۵، مجلس ملی به حذف قانون مرور زمان قتل درجه اول رای داد و در صورت یافتن مظنون، امکان اتهامات جنایی را باز کرد. در سی امین سالگرد ناپدید شدن آنها، شهر دائگو بنای یادبودی را در نزدیکی محل نصب کرد به نام «یادبود پسر قورباغه و دعای سلامتی کودکان» (به کره‌ای: 개구리소년 추모 및 어린이 안전 기원비). نیروی پلیس متروپولیتن دایگو همچنین از تشکیل کارگروه جدیدی برای بررسی پرونده از ابتدا و پیگیری هر گونه اطلاعات جدیدی که دریافت می‌کند، خبر داد.

## فرهنگ عامه
حادثه پسران قورباغه موضوع دو فیلم بوده است: برگردید، پسران قورباغه ای (۱۹۹۲)(Come Back, Frog Boys ) و کودکان (۲۰۱۱). چندین آهنگ نیز به این پرونده اشاره کرده است و همچنین یک مستند با عنوان «در جستجوی پسران قورباغه‌ای» محصول سال (۲۰۱۹) (Search of the Frog Boys). نیز ساخته شده است